# ニコール・パーカー (1978年生)
ニコール・フランシス・パーカー（Nicole Frances Parker, 1978年2月21日 - ）は、アメリカ合衆国の女優、コメディアン、声優である。

## 来歴
カリフォルニア州アーバインに生まれたのち、インディアナ大学ブルーミントン校で演劇と声楽を学び、「フル・フロンタル・コメディ」と称する即興劇団に参加する。エディンバラ・フェスティバル・フリンジやセカンド・シティの公演にも参加し、アムステルダムの劇団ではアイク・バリンホルツやジョーダン・ピールらとともに2年間にわたって即興喜劇の研鑽を重ねた。
2003年、FOXのコント番組『マッドTV!』第9シーズンの準レギュラーに起用される。2004年の第10シーズン開始に伴いレギュラーに昇格し、ディズニープリンセスやジュディ・ガーランド、ヒラリー・クリントンやブリトニー・スピアーズらの物真似などで番組を支える存在となった。2008年に番組を一旦卒業したものの、2009年5月に番組が終了するまで複数のコントにゲスト出演し続けた。
2009年1月から6月にかけて、ブロードウェイミュージカル『ウィキッド』に西の悪い魔女・エルファバ役で出演する。2011年にも新作ミュージカル『The People in the Picture』のオリジナルキャストとしてブロードウェイの舞台に立っている。2012年の『ウィキッド』北米ツアー公演では再びエルファバ役を演じ、プレイビル電子版などのマスメディアにも詳報を伝えられた。
2023年にはオフ・ブロードウェイのミュージカル『タイタニック』で主人公のセリーヌ・ディオン役を務め、2024年にはミュージカル『リトル・マーメイド』の地方公演で海の魔女・アースラ役を演じる。さらに、ミュージカル『ラ・カージュ・オ・フォール』の地方公演では主人公と敵対するダンドン夫人役を演じ、かつて『マッドTV!』で共演したマイケル・マクドナルドと再び共演を果たした。

## 主な出演作品

### 映画
| 公開年 | 邦題 原題                                                  | 役名                                                                                  | 備考 |
| ------ | ---------------------------------------------------------- | ------------------------------------------------------------------------------------- | ---- |
| 2008   | ほぼ300 Meet the Spartans                                  | ブリトニー・スピアーズ / ポーラ・アブドゥル / パリス・ヒルトン / エレン・デジェネレス |      |
| 2008   | ディザスター・ムービー!おバカは地球を救う Forbidden Planet | 魔法にかけられたプリンセス / ジェシカ・シンプソン / エイミー・ワインハウス            |      |
| 2009   | 素敵な人生の終り方 Funny People                            | ドーン                                                                                |      |

### テレビシリーズ
| 放映年          | 邦題 原題                                                        | 役名                                                    | 備考                  |
| --------------- | ---------------------------------------------------------------- | ------------------------------------------------------- | --------------------- |
| 2003-2009, 2016 | マッドTV! Mad TV                                                 |                                                         | 113エピソード         |
| 2006            | みんなヒーロー! 〜ヒグリータウンのなかまたち〜 Higglytown Heroes | 窓掃除のヒーロー                                        | 1エピソード 声の出演  |
| 2017-2019       | チキチキマシン猛レース! Wacky Races                              | ペネロッピー・ピットストップ / パンドラ・ピットストップ | 31エピソード 声の出演 |

## 参照
1. ↑  Nicole Parker - Biography - IMDb
2. ↑  “Wicked Tour Welcomes Nicole Parker May 18”. Playbill.com. (2012年5月18日) 2019年2月8日閲覧。
3. ↑  “Nicole Parker Will Return to Titanique as Céline Dion… Because You Loved Her”. Broadway Across America (2024年1月2日). 2025年7月18日閲覧。
4. ↑  “Savy Jackson, Michael Maliakel, Nicole Parker, Christopher Sieber, More Star in Muny The Little Mermaid Beginning July 8”. Playbill.com (2024年7月8日). 2025年7月18日閲覧。
5. ↑  “Michael McDonald and Nicole Parker Star in 'La Cage aux Folles' at Pasadena Playhouse”. Yahoo! News (2024年11月28日). 2025年7月18日閲覧。